# A Letter to Daddy
A Letter to Daddy è un cortometraggio muto del 1915 diretto da Edward Morrissey. Il film, prodotto dalla Biograph, aveva come interpreti Jack Mulhall, Irma Dawkins, Gus Pixley e la piccola Zoe Rae.

## Produzione
Il film fu prodotto dalla Biograph Company.

## Distribuzione
Distribuito dalla General Film Company, il film - un cortometraggio in una bobina - uscì nelle sale cinematografiche statunitensi il 26 luglio 1915. Non si conoscono copie ancora esistenti della pellicola che viene considerata presumibilmente perduta.